# Priorado de Wormsley
O Priorado de Wormsley foi uma casa monástica em Herefordshire, Inglaterra. Está marcado com a referência SO43584847.